# Neon Hitch
Neon Hitch (* 25. Mai 1986 in Nottingham) ist eine britische Sängerin und Songwriterin.

## Biografie
Neon Hitch ist in einer Zirkusfamilie aufgewachsen und hat in ihrer Kindheit als Trapezkünstlerin und Jongleurin gearbeitet. Mit 15 zog sie von zuhause aus und ließ sich nach einiger Zeit in London nieder, um eine Musikkarriere aufzubauen. Bis 2007 war sie beim Label The Beats von Mike Skinner unter Vertrag, bevor es aufgelöst wurde. Später wurde sie von EMI verpflichtet.
Ihren ersten Erfolg hatte sie 2010: Sie war Sängerin und auch Mitautorin des Lieds Follow Me Down von 3OH!3, das auch auf der CD Almost Alice zum Film Alice im Wunderland erschien und sich in den US-Charts platzieren konnte. Bei Blah Blah Blah von Kesha, das ein internationaler Hit war, ist sie ebenfalls als Co-Autorin genannt. Im Jahr darauf arbeitete sie mit den Gym Class Heroes bei deren Hit Ass Back Home zusammen, das unter anderem ein Nummer-eins-Hit in Australien und ein Top-Ten-Hit in Großbritannien war.
Im Mai erschien im Vorgriff auf ihr Debütalbum ihre erste eigene Single Fuck U Betta, die Platz eins der US-Dance-Club-Songs erreichte und sich auch in den schwedischen Charts platzierte.
Ihr Song "Sparks" wurde 2015 der offizielle Titelsong zu Big Brother Staffel 12.

## Diskografie
Singles
- Follow Me Down (3OH!3 featuring Neon Hitch, 2010)
- Ass Back Home (Gym Class Heroes featuring Neon Hitch, 2011)
- Fuck U Betta (2012)
- Gold (Neon Hitch featuring Tyga, 2012)
- Yard Sale (2014)
- Sparks (2015)
- Eleutheromaniac (2015)